# Найджел Рео-Кокер
На́йджел Шола Андре Ре́о-Ко́кер (англ. Nigel Shola Andre Reo-Coker; 14 травня 1984, Лондон) — англійський футболіст сьєрра-леонського походження, півзахисник клубу «Астон Вілла». 

## Біографія
Пройшов футбольну академію клубу «Вімблдона», в 2004 році перейшов в стан «Вест Хем Юнайтед». З 2007 року грав у «Астон Віллі». З 2011 року виступає за «Болтон Вондерерс».